# Leopold Hueber

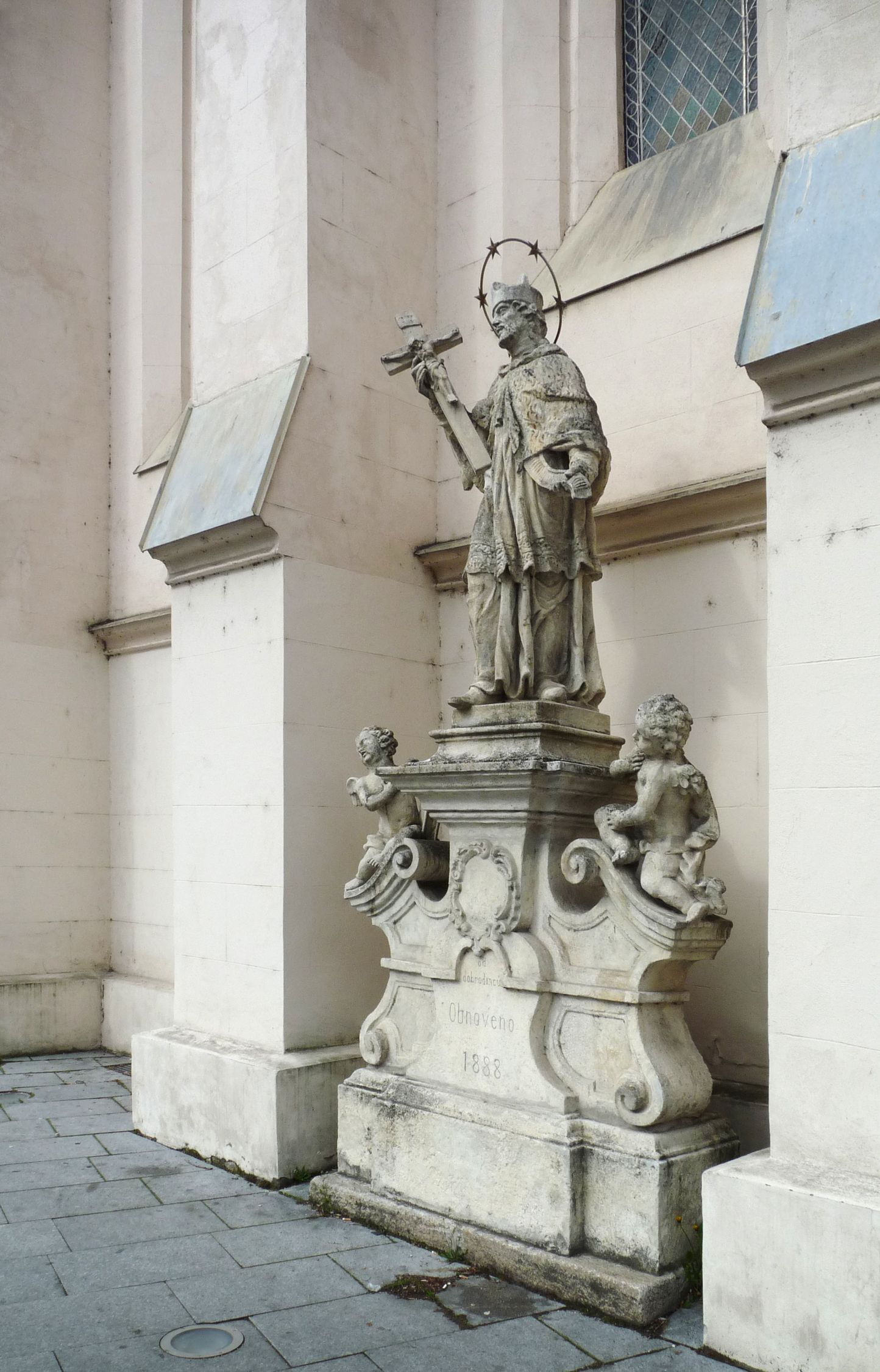
Socha sv. Jana Nepomuckého u kostela svaté Rodiny v Českých Budějovicích

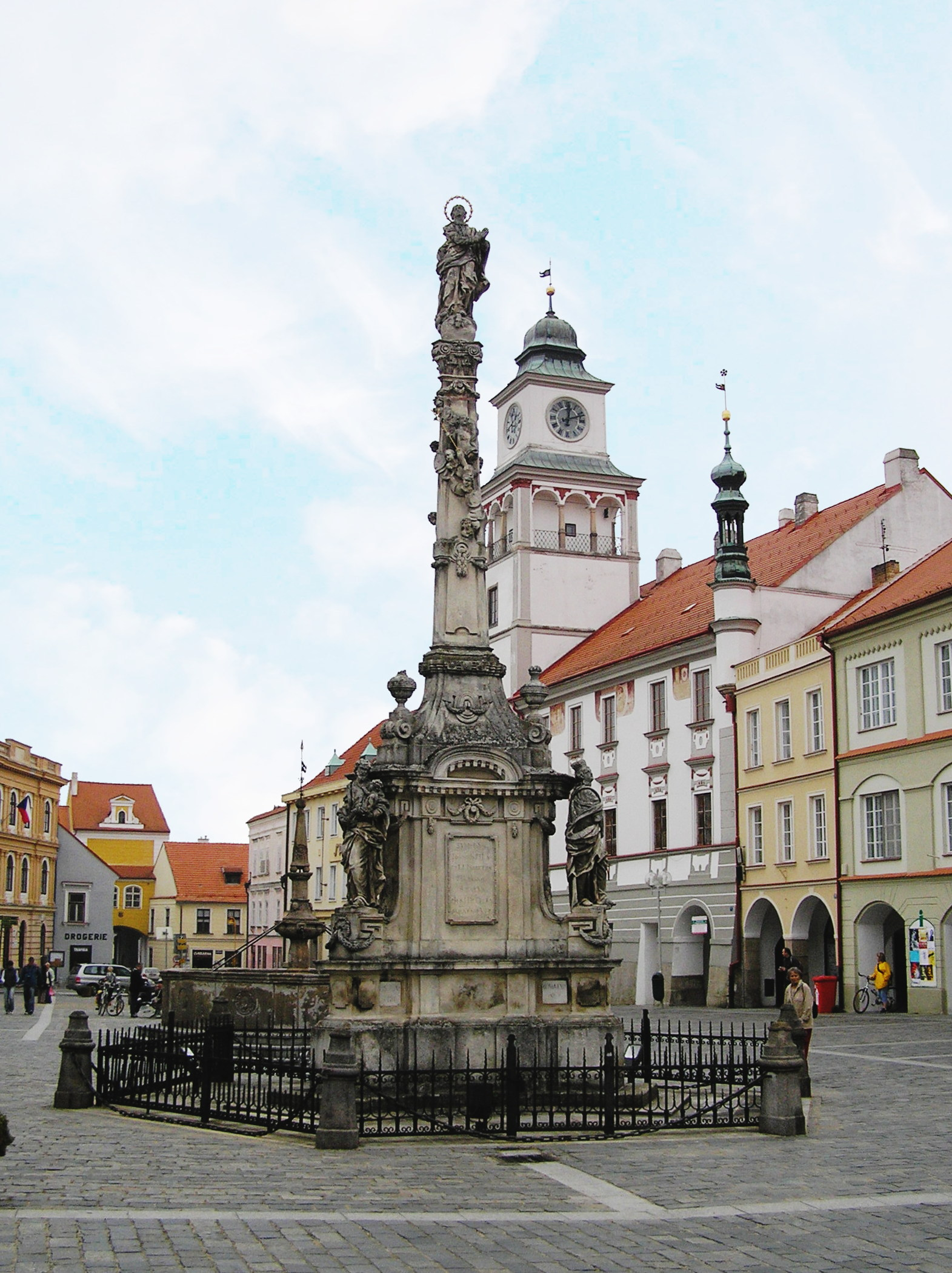
Mariánský sloup v Třeboni

Leopold Hueber, někdy také uváděn jako Leopold Huber (1702 – 1. října 1800 České Budějovice) byl českobudějovický sochař a řezbář.

## Život
Podle historika Karla Pletzera byl Leopold Hueber pravděpodobně synem sochaře Matěje Huebera, který působil v areálu příbramské Svaté Hory. Leopold Hueber pracoval jako tovaryš v sochařské dílně Josefa Dietricha až do jeho smrti v roce 1753, aby se následně (26. listopadu 1754) oženil s jeho vdovou Magdalenou Dietrichovou. Po smrti manželky v roce 1763 zdědil dílnu a zavázal se vyučit sirotka po Dietrichovi sochařství. V českobudějovické matrice zemřelých je uvedeno, že zemřel ve věku 98 let.

## Dílo
- Kazatelna v kostele Panny Marie Bolestné v Dobré Vodě u Českých Budějovic (1756)
- Sousoší Piety před kostelem svatého Vincence v Doudlebech (1756)
- Oltáře svatého Jana Nepomuckého a svaté Anny v českobudějovické katedrále svatého Mikuláše; tamtéž lavice (1760, 1771)
- Návrh oltáře pro kostel svatého Vincence v Doudlebech (1762)[5]
- Oltář se sochami sv. Jana Evangelisty a sv. Ambrože v kostele Nejsvětější Trojice v Českých Budějovicích, patrně podle návrhu Františka Jakuba Prokyše (1763)
- Sochy na průčelí písecké radnice (1764)[6]
- Oltář v kostele svatého Jana Křtitele a svatého Prokopa v Českých Budějovicích (1772)
- Oltář v kostele svaté Anny v Českých Budějovicích (1773, odstraněn ve 2. polovině 20. století)[7]
- Socha sv. Jana Nepomuckého u kostela svaté Rodiny v Českých Budějovicích (1773)
- Hlavní oltář a kazatelna v kostele svatého Michaela archanděla v Horním Záhoří (1777–1778)
- Sochařské a řezbářské práce v kostele Panny Marie Bolestné v Horní Plané (1777–1779)[3][8]
- Mariánský sloup v Třeboni (1780)